# Paul Zenz
Paul Zenz (* 26. Juni 1897 in Steinenbrück, Kreis Mülheim am Rhein; † 29. Oktober 1955 in Minden) war ein deutscher Beamter und der letzte Regierungspräsident des Regierungsbezirks Minden.

## Leben
Paul Zenz machte 1916 Abitur und leistete anschließend den Kriegsdienst. Ab 1919 studierte er das Rechts- und Staatswesen und war Referendar in Bereich des OLG Köln. 1924 war er in die Staatsverwaltung der Regierung Koblenz übernommen worden. 1925 war er in Berlin beim Polizeipräsidenten tätig, wechselte anschließend zur Preußischen Staatsbank. 1929 wurde er zum Regierungsrat ernannt und wechselte im März des Jahres zur Regierung nach Minden, wo er 16 Jahre lang bis 1945 tätig war.  Am 22. April 1945 wurde er von der britischen Militärregierung als politisch Unbelasteter zum Regierungspräsidenten in Minden ernannt.
Nachdem die Regierung in Minden am 1. April 1947 aus politischen Gründen unter dem neuen Namen Regierungsbezirk Detmold in die lippische Stadt Detmold verlegt worden war, wurde Paul Zenz in den Wartestand und am 1. Juli 1947 in den Ruhestand versetzt. Damit war Zenz der letzte Regierungspräsident des preußischen Regierungsbezirks Minden und gleichzeitig der erste und letzte Regierungspräsident des gleichnamigen nordrhein-westfälischen Regierungsbezirks. Sein Nachfolger im Regierungsbezirk Minden-Lippe (später Regierungsbezirk Detmold) wurde kein aus Preußen stammender Politiker, sondern der vormalige lippische Landespräsident Heinrich Drake. Zenz arbeitete anschließend als Verwaltungsrechtsrat in Minden.
Paul Zenz gehörte der katholischen Kirche und der CDU an, deren Aufbau in Minden er mit förderte.

## Wirken
Paul Zenz hatte als Regierungspräsident in Minden nach dem Zweiten Weltkrieg ein Land zu verwalten, das neu aufgebaut werden musste und lebensmitteltechnisch das Ruhrgebiet mit zu versorgen hatte. Nach seiner Ablösung durch die Verlagerung der Regierung blieb er in Minden und arbeitete bei der Stadtverwaltung. Paul Zenz war erster Vorsitzender des im Juni 1946 gegründeten Dombau-Vereins Minden, dessen Zielsetzung der Wiederaufbau des im März 1945 bei einem Bombenangriff zerstörten Mindener Domes war.